# 卡尔·邦德
卡尔·邦德（瑞典語：Carl Bonde，1872年4月28日—1957年6月13日），瑞典男子马术运动员。他曾代表瑞典参加1912年和1928年夏季奥林匹克运动会马术比赛，共获得一枚金牌和一枚银牌。